# 唩嚟哆
唩嚟哆（葡萄牙語：Vereador），又作委理多，常称夷目唩嚟哆、西洋理事官唩嚟哆、督理濠镜澳事务西洋理事官唩嚟哆，意译理事官，是1583年澳門議事会成立后至1864年设立葡萄牙驻华大使前，澳门葡萄牙人社区与中国地方官府联络和交涉的代表。这个词原本指澳門議事会的常設機構市政委員會的市政委員，其中的財政市政委員（葡萄牙語：Vereador）自澳門議事会成立起就兼理對華交涉，澳門議事会的检察官（葡萄牙語：Procurador da Cidade/Procurador do Senado）虽然在后来接替市政委員承担对华交涉的工作，却仍然使用这一名称。鸦片战争后，葡萄牙于1864年仿效英美等国设立驻华大使，由澳门总督兼任，唩嚟哆的职能也转交给了澳门总督。